# إريك جويس
إريك جويس (بالإنجليزية: Eric Joyce)‏ هو لاعب كرة قدم أمريكية أمريكي، ولد في 24 نوفمبر 1978.